# Héricy
Héricy est une commune française, située dans le département de Seine-et-Marne en région Île-de-France sur la rive droite de la Seine au sud-est de Melun.

## Géographie

### Localisation
La commune est située à environ 20,4 kilomètres au nord-ouest de Montereau-Fault-Yonne.

### Communes limitrophes
|                  | Fontaine-le-Port   | Féricy              |
| Samois-sur-Seine | Héricy             | Machault            |
|                  | Vulaines-sur-Seine | Champagne-sur-Seine |

### Géologie et relief
La commune s′étale à flanc de coteau sur la rive droite de la Seine, initialement divisée entre d′une part son centre historique proche des berges, autour de la mairie, de l′église, des commerces, et d′autre part les hameaux agricoles de la Brosse et Fontaineroux, sur le plateau briard.

### Hydrographie

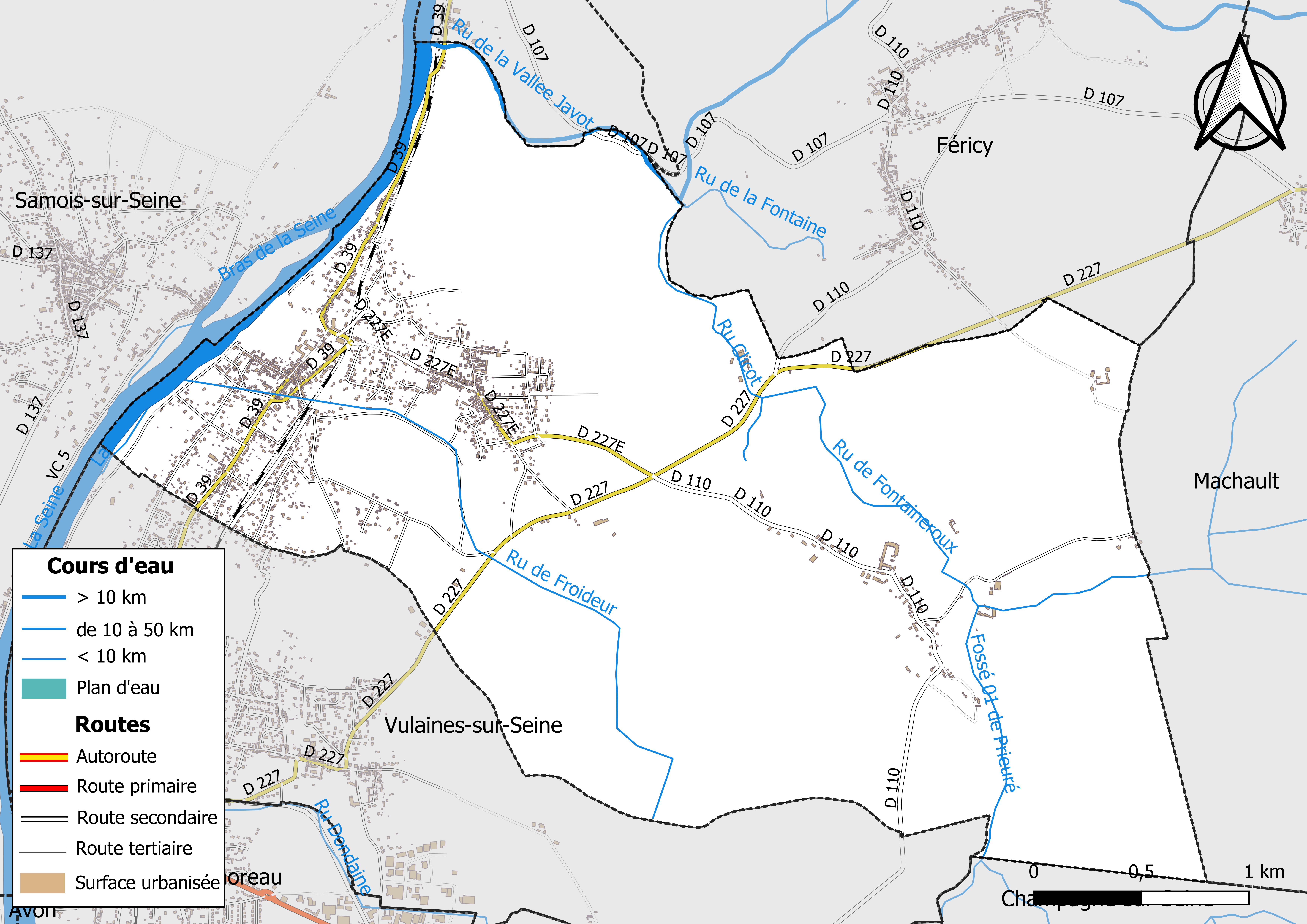
Carte des réseaux hydrographique et routier d'Héricy.

Le réseau hydrographique de la commune se compose de huit cours d'eau référencés :
- la Seine, fleuve long de 774,76 km[2], ainsi que :
  - un bras de 0,67 km[3] ;
  - le ru de Froideur, 3,77 km[4] et ;
  - le ru de la Vallée Javot ou ru de la gaudine, long de 28,99 km[5], affluents de la Seine ;
    - le ru de la Fontaine, 0,93 km[6] et ;
    - le ru Clicot, 1,54 km[7], affluents du ru de la Vallée Javot ; 
      - le ru de Fontaineroux, 3,39 km[8], affluent du ru Clicot ;
- le fossé 01 de Prieuré, 3,49 km[9].

La longueur totale des cours d'eau sur la commune est de 11,32 km.

### Climat
Pour des articles plus généraux, voir Climat de l'Île-de-France et Climat de Seine-et-Marne.
En 2010, le climat de la commune est de type climat océanique dégradé des plaines du Centre et du Nord, selon une étude du CNRS s'appuyant sur une série de données couvrant la période 1971-2000. En 2020, Météo-France publie une typologie des climats de la France métropolitaine dans laquelle la commune est exposée à un climat océanique altéré et est dans la région climatique Nord-est du bassin Parisien, caractérisée par un ensoleillement médiocre, une pluviométrie moyenne régulièrement répartie au cours de l’année et un hiver froid (3 °C).
Pour la période 1971-2000, la température annuelle moyenne est de 11,4 °C, avec une amplitude thermique annuelle de 15,6 °C. Le cumul annuel moyen de précipitations est de 716 mm, avec 11,2 jours de précipitations en janvier et 7,7 jours en juillet. Pour la période 1991-2020, la température moyenne annuelle observée sur la station météorologique la plus proche, située sur la commune de Fontainebleau à 6 km à vol d'oiseau, est de 11,1 °C et le cumul annuel moyen de précipitations est de 740,1 mm,. Pour l'avenir, les paramètres climatiques de la commune estimés pour 2050 selon différents scénarios d'émission de gaz à effet de serre sont consultables sur un site dédié publié par Météo-France en novembre 2022.

### Milieux naturels et biodiversité

#### Espaces protégés
La protection réglementaire est le mode d’intervention le plus fort pour préserver des espaces naturels remarquables et leur biodiversité associée,.
Deux espaces protégés sont présents dans la commune : 
- l'« Ile de Thérouanne », objet d'un arrêté préfectoral de protection de biotope, d'une superficie de 1 ha[19].
- la réserve de biosphère « Fontainebleau et Gâtinais » (zone de transition et zone tampon), créée en 1998 et d'une superficie totale de 150 544 ha. Cette réserve de biosphère, d'une grande biodiversité, comprend trois grands ensembles : une grande moitié ouest à dominante agricole, l’emblématique forêt de Fontainebleau au centre, et le Val de Seine à l’est. La structure de coordination est l'Association de la Réserve de biosphère de Fontainebleau et du Gâtinais, qui comprend un conseil scientifique et un Conseil Education, unique parmi les Réserves de biosphère françaises[20],[21],[22].

#### Zones naturelles d'intérêt écologique, faunistique et floristique
L’inventaire des zones naturelles d'intérêt écologique, faunistique et floristique (ZNIEFF) a pour objectif de réaliser une couverture des zones les plus intéressantes sur le plan écologique, essentiellement dans la perspective d’améliorer la connaissance du patrimoine naturel national et de fournir aux différents décideurs un outil d’aide à la prise en compte de l’environnement dans l’aménagement du territoire.
Le territoire communal d'Héricy comprend deux ZNIEFF de type 1,,, 
les « forêt de Barbeau et bois de Saint-Denis » (595,26 ha), couvrant 3 communes du département, et la « forêt domaniale de Champagne » (487,55 ha), couvrant 5 communes du département
et trois ZNIEFF de type 2, : 
- les « Bois de Valence et de Champagne » (3 706,85 ha), couvrant 9 communes du département[26] ;
- les « Forêt de Barbeau et bois de Saint-Denis » (814,38 ha), couvrant 5 communes du département[27] ;
- la « vallée de la Seine entre Melun et Champagne-sur-Seine » (1 062,65 ha), couvrant 15 communes du département[28].

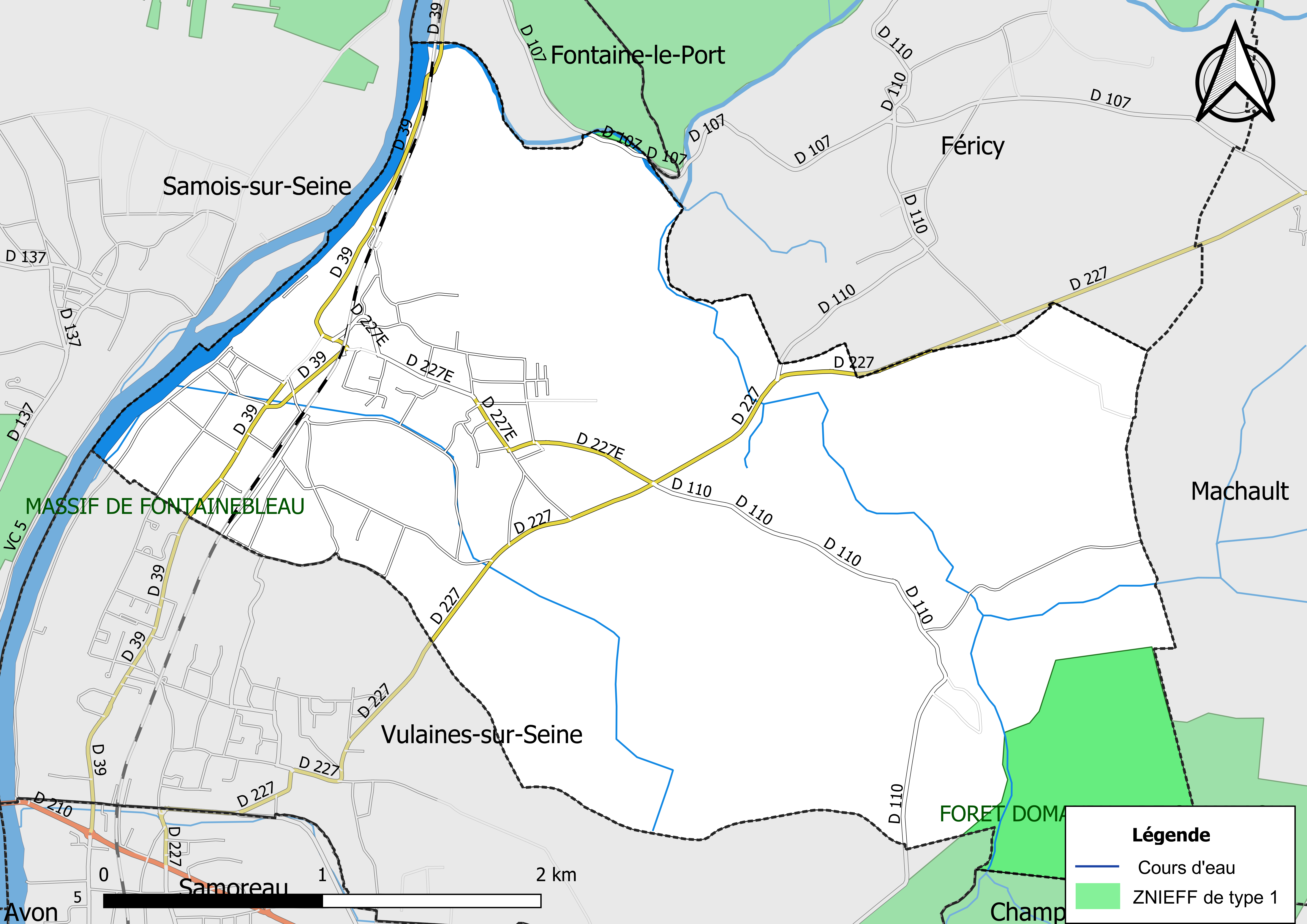
Carte des ZNIEFF de type 1 de la commune.
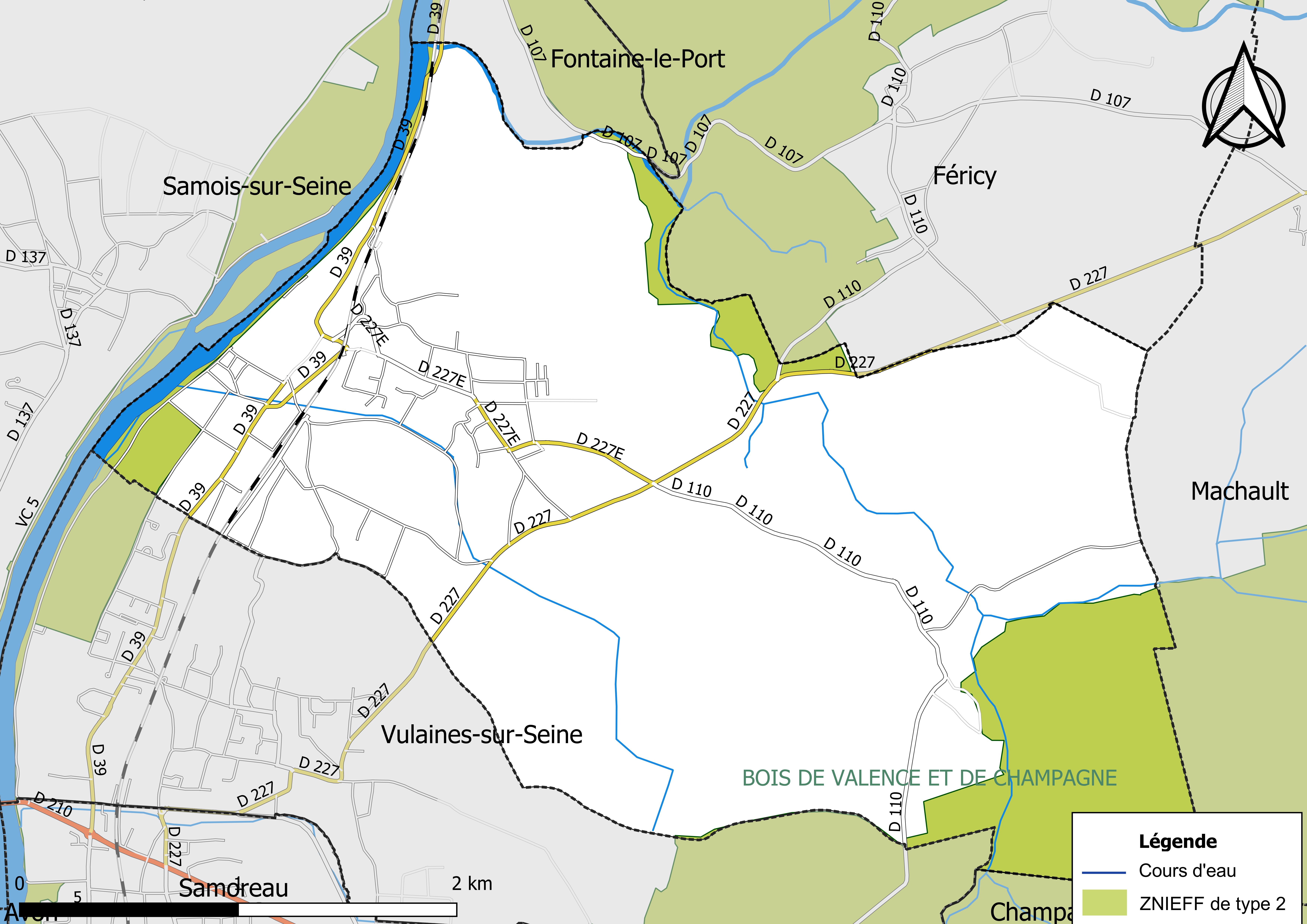
Carte des ZNIEFF de type 2 de la commune.

## Urbanisme

### Typologie
Au 1er janvier 2024, Héricy est catégorisée ceinture urbaine, selon la nouvelle grille communale de densité à sept niveaux définie par l'Insee en 2022.
Elle appartient à l'unité urbaine de Fontainebleau, une agglomération intra-départementale regroupant cinq  communes, dont elle est une commune de la banlieue,,. Par ailleurs la commune fait partie de l'aire d'attraction de Paris, dont elle est une commune de la couronne,. Cette aire regroupe 1 929 communes,.

### Lieux-dits et écarts
La commune compte 112 lieux-dits administratifs répertoriés consultables ici dont Fontaineroux (abritant un lycée technique), la Brosse (source : le fichier Fantoir).

### Occupation des sols
L'occupation des sols de la commune, telle qu'elle ressort de la base de données européenne d’occupation biophysique des sols Corine Land Cover (CLC), est marquée par l'importance des territoires agricoles (60,5 % en 2018), en augmentation par rapport à 1990 (58 %). La répartition détaillée en 2018 est la suivante : 
terres arables (56,3 %), forêts (25 %), zones urbanisées (13 %), zones agricoles hétérogènes (2,7 %), prairies (1,5 %), eaux continentales (1,4 %).
Parallèlement, L'Institut Paris Région, agence d'urbanisme de la région Île-de-France, a mis en place un inventaire numérique de l'occupation du sol de l'Île-de-France, dénommé le MOS (Mode d'occupation du sol), actualisé régulièrement depuis sa première édition en 1982. Réalisé à partir de photos aériennes, le Mos distingue les espaces naturels, agricoles et forestiers mais aussi les espaces urbains (habitat, infrastructures, équipements, activités économiques, etc.) selon une classification pouvant aller jusqu'à 81 postes, différente de celle de Corine Land Cover,,. L'Institut met également à disposition des outils permettant de visualiser par photo aérienne l'évolution de l'occupation des sols de la commune entre 1949 et 2018.

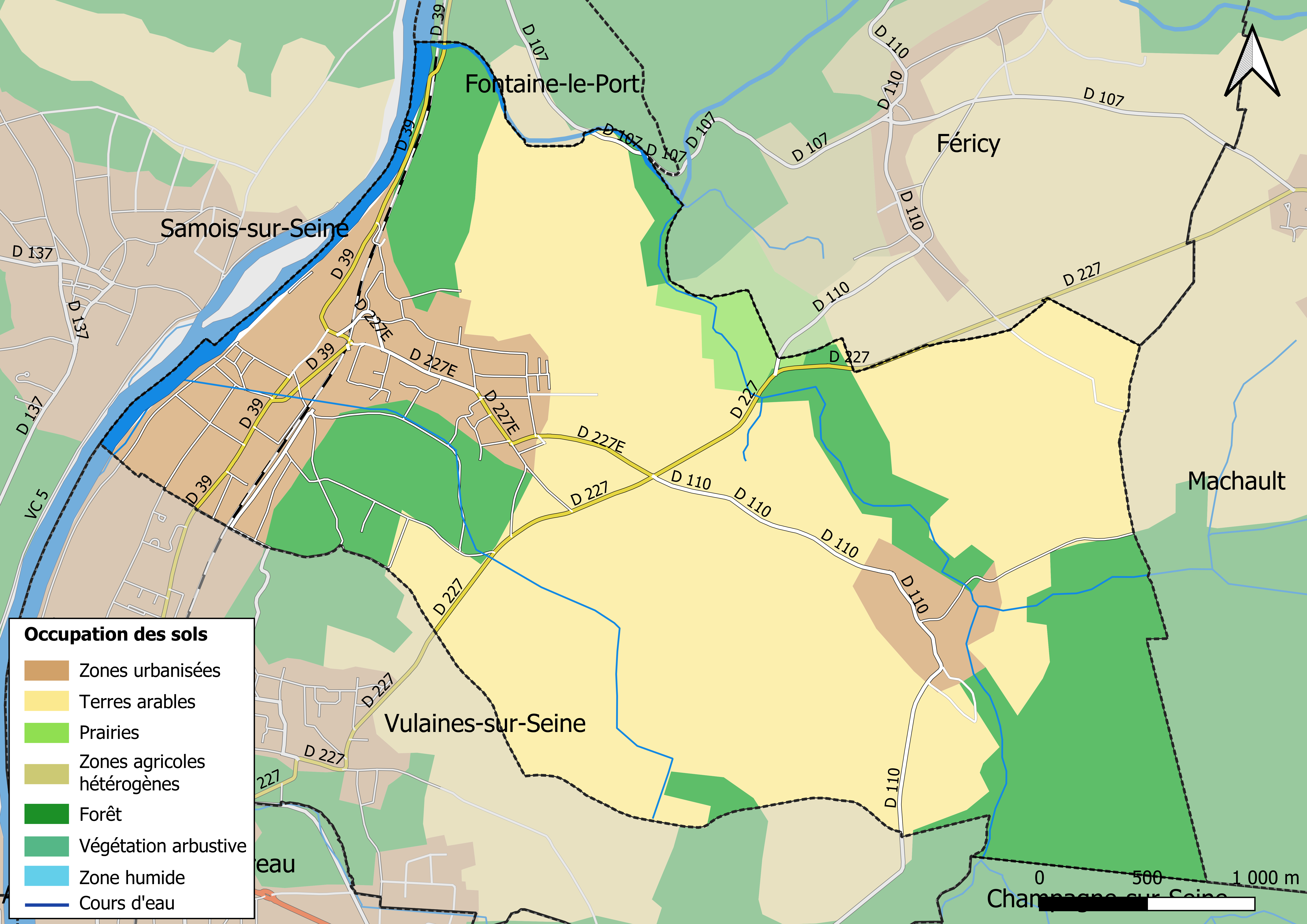
Carte des infrastructures et de l'occupation des sols en 2018 (CLC) de la commune.
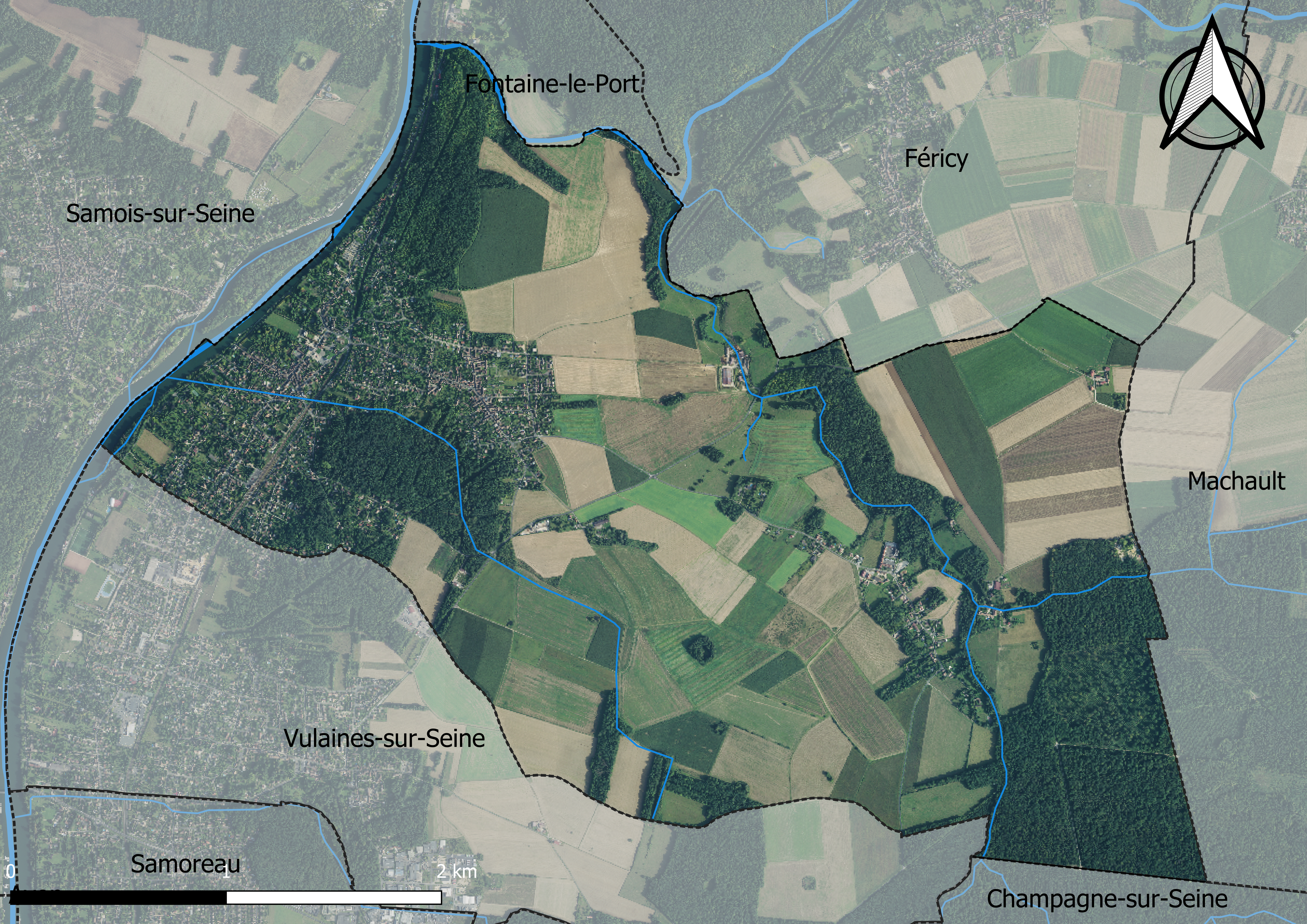
Carte orhophotogrammétrique de la commune.

### Planification
La loi SRU du 13 décembre 2000 a incité les communes à se regrouper au sein d’un établissement public, pour déterminer les partis d’aménagement de l’espace au sein d’un SCoT, un document d’orientation stratégique des politiques publiques à une grande échelle et à un horizon de 20 ans et s'imposant aux documents d'urbanisme locaux, les PLU (Plan local d'urbanisme). La commune est dans le territoire du SCOT Fontainebleau et sa région, approuvé le 26 mai 2013 et porté par le syndicat mixte d’études et de programmation (SMEP) de Fontainebleau et sa région.
La commune disposait en 2019 d'un plan local d'urbanisme en révision. Le zonage réglementaire et le règlement associé peuvent être consultés sur le Géoportail de l'urbanisme.

### Logement
En 2016, le nombre total de logements dans la commune est de 1 221 dont 91 % de maisons et 8 % d'appartements.
Parmi ces logements, 85 % sont des résidences principales, 8 % des résidences secondaires et 7 % des logements vacants.
La part des ménages fiscaux propriétaires de leur résidence principale s'élève à 82 % contre 16 % de locataires dont 1 % de logements HLM loués vides (logements sociaux) et 2 % logés gratuitement.

### Voies de communication et transports
- La commune est desservie par une gare de la ligne Melun - Héricy - Montereau-Fault-Yonne.
- La ligne No 17A du réseau de bus Vallée du Loing - Nemours.

## Toponymie
Le nom de la localité est mentionné sous les formes Hericiacum en 1184 et 1220 ; Grangia regalis de Hericiaco en 1276 ; Herici au XIVe siècle ; Herycy en 1468 ; Herissy en 1518 ; Erissy en 1599 ; Ericy en 1642.
La commune a autrefois été également désignée avec un complément hydronymique, Héricy-sur-Seine, à l'instar des communes environnantes (Vulaines-sur-Seine, Samois-sur-Seine, Champagne-sur-Seine).

## Histoire
Le plateau de La Brosse et de Fontaineroux, qui fait partie de la commune, est habité dès le Néolithique mais le village d'Héricy a pour origine les entrepôts construits par les nautes sénons, en face du port de Samois-sur-Seine, le plus important entre Sens et Lutèce. Sous Louis XIV, Héricy est l'une des plus anciennes châtellenies du royaume, d’après une lettre patente datant de 1685.
Lors de différents travaux, on a retrouvé de nombreuses pièces de monnaie et des sépultures gallo-romaines, ce qui tend à prouver une occupation importante à cette époque. La tradition veut que sainte Geneviève, maintenant patronne d’Héricy, y séjourne vers 451.
Dès avant le XIe siècle, les moines viennent cultiver le pays : les Saints Pères de Melun au prieuré de Fontaineroux, et surtout les Cisterciens qui construisent l’importante abbaye de Barbeau, une des plus anciennes et des plus belles de France. Louis VII, le père de Philippe Auguste, y vit et y est enterré en 1180. L'abbaye subsiste jusqu'à la Révolution où elle est détériorée; elle est démolie en 1837. Bien que située sur le territoire de Fontaine-le-Port, on ne peut manquer de la citer, car elle conditionne grandement la vie du pays. Les moines y plantent les premières vignes qui feront longtemps la richesse de la région. De l'ancienne abbaye, il ne reste plus aujourd'hui qu'une glacière. L'ancien domaine est situé maintenant sur le territoire de la commune d'Héricy, et héberge un centre équestre.
Né de la Seine, Héricy vit de la Seine. Dès le XIIe siècle, un bac hebdomadaire de Paris à Montereau-Fault-Yonne s‘y arrête pour s'approvisionner à son port aux vins et à ses marchés.
Mais l’histoire d’Héricy est surtout liée au pont qui la reliait à Samois-sur-Seine, le seul entre Melun et Montereau-Fault-Yonne. On l’a dit romain, toujours est-il qu'en 1177, il est déjà là, flanqué de ses moulins. C’est sans doute au XIVe siècle qu’il est pourvu de tours et que la cité s’entoure de murailles et de douves. Avec ses grosses portes fortifiées au sud et au nord, Héricy a alors le titre de ville. Elle a beaucoup souffert de la guerre de Cent Ans. On s’y est battu plusieurs fois et elle est occupée de 1419 à 1430. En juillet 1465, le pont est détruit sur ordre de Louis XI qui est en guerre contre la Ligue du Bien Public. Réparé, il est emprunté par de nombreuses troupes, toujours dévastatrices, car à chaque passage elles mettent le pays à sac. En 1562, l'arche centrale s'écroule à nouveau. Réparé tant bien que mal, le pont est définitivement détruit par des inondations en janvier 1658.
Sous Louis XII, le comte de Melun, Louis Malet de Graville, dont le château-fort ancestral s’élève au-dessus de La-Celle-sur-Seine, reconstruit Héricy ravagé par les guerres, notamment le portail gauche de la façade de l’église. Cet édifice remarquable, dont les dimensions témoignent de l’importance de l’ancienne cité (5 000 habitants, a-t-on dit), est commencé à la fin du XIIe siècle (chœur), puis continué au XIIIe siècle (nef et clocher). Il est accolé à une petite chapelle de cimetière, très ancienne, devenue aujourd’hui la sacristie. Par la suite, on agrandit l’église par son bas-côté sud et on ajoute un grand portail central, garni de statues. Ce dernier est démoli lors des heurts avec les protestants qui tirent dessus au canon en 1580 et en 1588.
Héricy, prévôté royale, a toujours fait partie de la couronne, mais en 1566, Charles IX l’érige en bailliage et baronnie au profit de Jehan d’Argeville. Elle passe ensuite aux Balzac d’Entragues au XVIIe siècle. Au XVIIe siècle, le comte de Graville, baron d’Héricy, Jean Édouard de Poussemothe de l’Estoile, fait peindre son blason sur un pilier de l’église. Puis le colonel de la Garde suisse et lieutenant général des armées de sa Majesté, Jean-Pierre Stoppa, appelé généralement Pierre Stoppa ou Stouppe, se fait construire un joli château, qui est terminé en 1688. Depuis 1958, celui-ci héberge la mairie d’Héricy. Parmi les propriétaires qui s’y succèdent, citons en particulier la famille Dinet-Cornille dont fait partie le célèbre peintre orientaliste Étienne Dinet enterré dans la ville de Bousaada en Algérie
Par la suite, de grands travaux sur la Seine sont entrepris. En 1864, l’État décide de construire une écluse et un double barrage. Avec l'arrivée du chemin de fer, on construit une ligne et un tunnel de 1893 à 1896. La ligne, inaugurée en 1897, annonce un autre monde.

## Politique et administration

### Liste des maires
| Période                                  | Période        | Identité                  | Étiquette | Qualité                                                                                |
| ---------------------------------------- | -------------- | ------------------------- | --------- | -------------------------------------------------------------------------------------- |
| Les données manquantes sont à compléter. |                |                           |           |                                                                                        |
| septembre 1848                           | avril 1861     | Philippe Lemoine          |           |                                                                                        |
| avril 1861                               | septembre 1865 | Pierre Grégoire Songeux   |           |                                                                                        |
| septembre 1865                           | mai 1871       | Louis Charles Fauche      |           |                                                                                        |
| mai 1871                                 | juillet 1888   | François Simon Lemoine    |           |                                                                                        |
| juillet 1888                             | mai 1904       | François Barthélemy       |           |                                                                                        |
| mai 1904                                 | mai 1929       | Albert Berthier           |           |                                                                                        |
| mai 1929                                 | mars 1936      | Elie Henri Rousselot      |           |                                                                                        |
| mars 1936                                | novembre 1940  | Georges Prat              |           |                                                                                        |
| novembre 1940                            | octobre 1947   | Léopold Bois              |           |                                                                                        |
| octobre 1947                             | octobre 1956   | Paul Allaine              |           |                                                                                        |
| octobre 1956                             | mars 1971      | René Griffault            |           |                                                                                        |
| mars 1971                                | mars 1983      | Michel Buns               |           |                                                                                        |
| mars 1983                                | juin 1995      | Claude Tredant            |           |                                                                                        |
| juin 1995                                | mars 2001      | Albert van Fleteren       |           |                                                                                        |
| mars 2001                                | mars 2008      | Roger Le Goff             | DVD       |                                                                                        |
| mars 2008                                | mars 2014      | Jean-Pierre Rousseau      | DVD       | Retraité                                                                               |
| mars 2014                                | mai 2020       | Sylvie Bouchet Bellecourt | DVD       | Infirmière libérale 4e vice-présidente de la CA du Pays de Fontainebleau (2017 → 2020) |
| mai 2020                                 | En cours       | Yannick Torres            | SE        | Gérant de société 12e vice-président de la CA du Pays de Fontainebleau (2020 → )       |

### Jumelages
| Ville | Ville         | Pays | Pays        | Période                     |
| ----- | ------------- | ---- | ----------- | --------------------------- |
|       | Kilby         |      | Royaume-Uni | depuis 2000                 |
|       | Raimonda (d), |      | Portugal    | depuis le 21 septembre 2019 |

## Équipements et services

### Eau et assainissement
L’organisation de la distribution de l’eau potable, de la collecte et du traitement des eaux usées et pluviales relève des communes. La loi NOTRe de 2015 a accru le rôle des EPCI à fiscalité propre en leur transférant cette compétence. Ce transfert devait en principe être effectif au 1er janvier 2020, mais la loi Ferrand-Fesneau du 3 août 2018 a introduit la possibilité d’un report de ce transfert au 1er janvier 2026,.

#### Assainissement des eaux usées
En 2020, la gestion du service d'assainissement collectif de la commune d'Héricy est assurée par la communauté d'agglomération du Pays de Fontainebleau (CAPF) pour la collecte, le transport et la dépollution. Ce service est géré en délégation par une entreprise privée, dont le contrat arrive à échéance le 31 décembre 2029,,.
L’assainissement non collectif (ANC) désigne les installations individuelles de traitement des eaux domestiques qui ne sont pas desservies par un réseau public de collecte des eaux usées et qui doivent en conséquence traiter elles-mêmes leurs eaux usées avant de les rejeter dans le milieu naturel. La communauté d'agglomération du Pays de Fontainebleau (CAPF) assure pour le compte de la commune le service public d'assainissement non collectif (SPANC), qui a pour mission de vérifier la bonne exécution des travaux de réalisation et de réhabilitation, ainsi que le bon fonctionnement et l’entretien des installations. Cette prestation est déléguée à l'entreprise Veolia, dont le contrat arrive à échéance le 31 décembre 2029,.

#### Eau potable
En 2020, l'alimentation en eau potable est assurée par la communauté d'agglomération du Pays de Fontainebleau (CAPF) qui en a délégué la gestion à une entreprise privée, dont le contrat expire le 31 décembre 2029,.

## Population et société

### Démographie
L'évolution du nombre d'habitants est connue à travers les recensements de la population effectués dans la commune depuis 1793. Pour les communes de moins de 10 000 habitants, une enquête de recensement portant sur toute la population est réalisée tous les cinq ans, les populations de référence des années intermédiaires étant quant à elles estimées par interpolation ou extrapolation. Pour la commune, le premier recensement exhaustif entrant dans le cadre du nouveau dispositif a été réalisé en 2005.

En 2022, la commune comptait 2 511 habitants, en évolution de −3,53 % par rapport à 2016 (Seine-et-Marne : +3,92 %, France hors Mayotte : +2,11 %).
| 1793 | 1800 | 1806 | 1821 | 1831 | 1836 | 1841 | 1846  | 1851  |
| ---- | ---- | ---- | ---- | ---- | ---- | ---- | ----- | ----- |
| 775  | 931  | 866  | 938  | 891  | 969  | 956  | 1 037 | 1 112 |

| 1856 | 1861  | 1866  | 1872  | 1876  | 1881  | 1886  | 1891  | 1896  |
| ---- | ----- | ----- | ----- | ----- | ----- | ----- | ----- | ----- |
| 985  | 1 091 | 1 112 | 1 032 | 1 043 | 1 069 | 1 127 | 1 158 | 1 369 |

| 1901  | 1906  | 1911  | 1921 | 1926 | 1931  | 1936  | 1946  | 1954  |
| ----- | ----- | ----- | ---- | ---- | ----- | ----- | ----- | ----- |
| 1 169 | 1 084 | 1 093 | 937  | 965  | 1 083 | 1 116 | 1 193 | 1 286 |

| 1962  | 1968  | 1975  | 1982  | 1990  | 1999  | 2005  | 2006  | 2010  |
| ----- | ----- | ----- | ----- | ----- | ----- | ----- | ----- | ----- |
| 1 303 | 1 293 | 1 478 | 1 861 | 2 216 | 2 519 | 2 563 | 2 591 | 2 548 |

| 2015  | 2020  | 2022  | - | - | - | - | - | - |
| ----- | ----- | ----- | - | - | - | - | - | - |
| 2 584 | 2 518 | 2 511 | - | - | - | - | - | - |

## Économie

### Revenus de la population et fiscalité
En 2017, le nombre de ménages fiscaux de la commune était de 1 024 (dont 74 % imposés), représentant 2 579 personnes et la  médiane du revenu disponible par unité de consommation  de 27 650 euros.

### Emploi
En 2017 , le nombre total d’emplois dans la zone était de 396, occupant 1 143 actifs  résidants.
Le taux d'activité de la population (actifs ayant un emploi) âgée de 15 à 64 ans s'élevait à 68 % contre un taux de chômage de 6,1 %.
Les 26 % d’inactifs se répartissent de la façon suivante : 11,9 % d’étudiants et stagiaires non rémunérés, 8,6 % de retraités ou préretraités et 5,5 % pour les autres inactifs.

### Entreprises et commerces
En 2015, le nombre d'établissements actifs était de 218 dont 7 dans l'agriculture-sylviculture-pêche, 7 dans l’industrie, 28 dans la construction, 141 dans le commerce-transports-services divers et 35  étaient relatifs au secteur administratif.
Ces établissements ont pourvu 176 postes salariés.

### Secteurs d'activité

#### Agriculture
Héricy est dans la petite région agricole dénommée la « Brie humide » (ou Brie de Melun), une partie de la Brie à l'est de Melun. En 2010, l'orientation technico-économique de l'agriculture sur la commune est la culture de céréales et d'oléoprotéagineux (COP).
Si la productivité agricole de la Seine-et-Marne se situe dans le peloton de tête des départements français, le département enregistre un double phénomène de disparition des terres cultivables (près de 2 000 ha par an dans les années 1980, moins dans les années 2000) et de réduction d'environ 30 % du nombre d'agriculteurs dans les années 2010. Cette tendance se retrouve au niveau de la commune où le nombre d’exploitations est passé de 10 en 1988 à 3 en 2010. Parallèlement, la taille de ces exploitations augmente, passant de 76 ha en 1988 à 107 ha en 2010.
Le tableau ci-dessous présente les principales caractéristiques des exploitations agricoles d'Héricy, observées sur une période de 22 ans : 
|                                      | 1988 | 2000 | 2010 |
| ------------------------------------ | ---- | ---- | ---- |
| Dimension économique,                |      |      |      |
| Nombre d’exploitations (u)           | 10   | 4    | 3    |
| Travail (UTA)                        | 21   | 8    | 2    |
| Surface agricole utilisée (ha)       | 755  | 767  | 320  |
| Cultures                             |      |      |      |
| Terres labourables (ha)              | 709  | 687  | 320  |
| Céréales (ha)                        | 541  | 417  | 241  |
| dont blé tendre (ha)                 | 310  | 291  | 163  |
| dont maïs-grain et maïs-semence (ha) | 179  | 65   | s    |
| Tournesol (ha)                       | 38   |      |      |
| Colza et navette (ha)                | 52   | s    | 72   |
| Élevage                              |      |      |      |
| Cheptel (UGBTA)                      | 203  | 176  | 0    |

## Culture locale et patrimoine

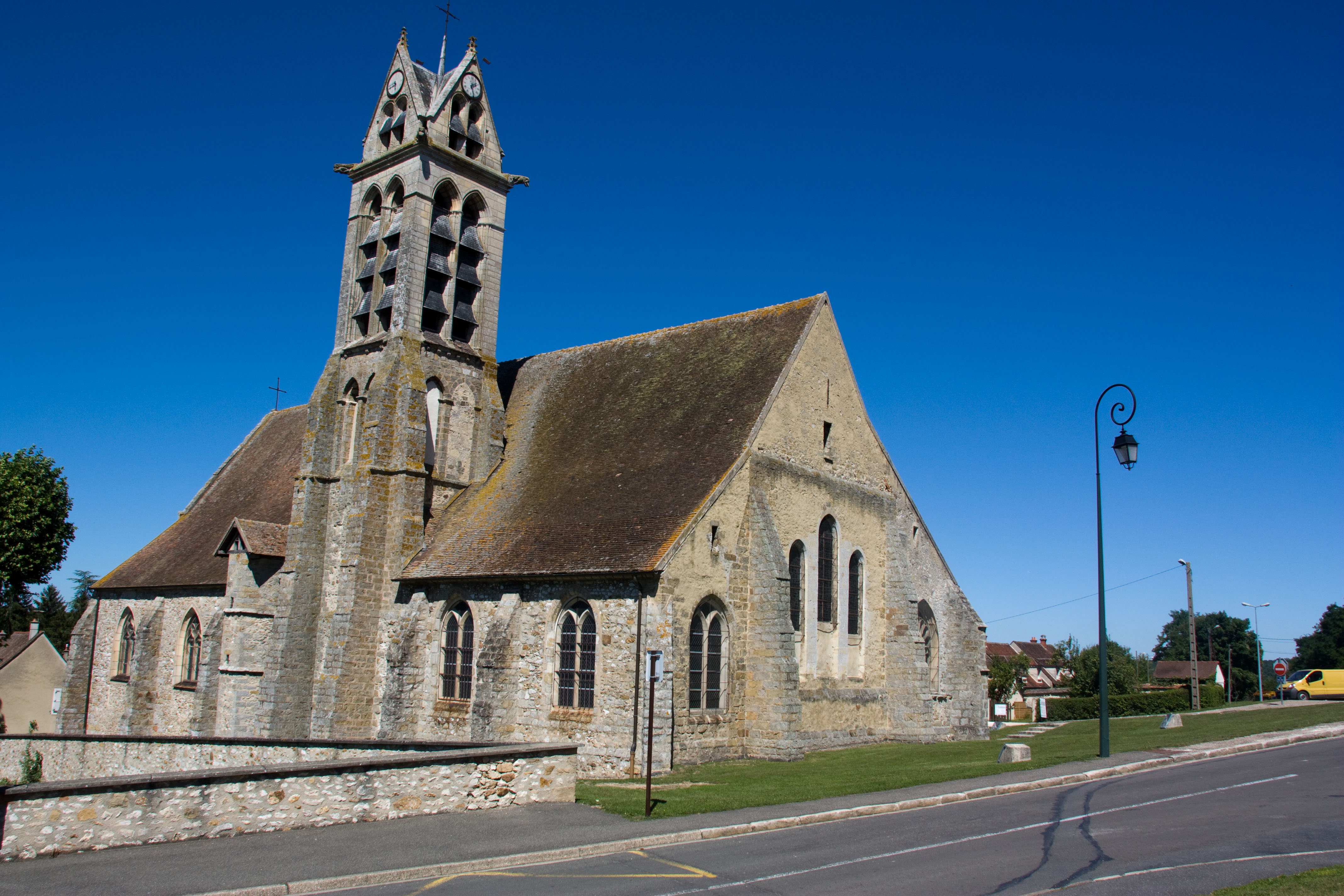
Église Sainte-Geneviève d'Héricy.

### Lieux et monuments
- L'église Sainte-Geneviève (XIIe et XVe siècles),  Classée MH (1908)[74].
- Le château d'Héricy, XVIIe siècle et son parc (siège de la mairie), qui a appartenu à la famille du peintre Étienne Dinet, et à ses héritiers Cornille jusqu'en 1927.
- Les quais de Seine, le lavoir, la cave Sainte-Geneviève.

### Personnalités liées à la commune
- La famille du peintre orientaliste Étienne Dinet a vécu au château d'Héricy, actuellement la mairie, ainsi que sa sœur Jeanne Dinet Rollince qui a donné son nom à la médiathèque municipale[75]. Peintre orientaliste, Dinet est également le portraitiste de son entourage familial. Sa sœur unique, Jeanne, épouse en 1888 Alfred M. Cornille (1854-1940), futur général commandant l'École polytechnique. Son beau-père, Charles-Albert-Antoine Cornille, vérificateur des Douanes, est peint par Dinet en buste de face, avec au costume le ruban de la médaille d'honneur des douanes, créée par décret du 14 juin 1894 et tout juste reçue. Vraisemblablement, Cornille séjourne au château d'Héricy (Seine-et-Marne) où Étienne Dinet a son atelier, appartient à la famille Dinet puis Cornille. Jeanne Dinet-Rollince — Rollince, anagramme de Cornille — publie la première biographie consacrée à son frère.
- Charles Rabourdin (1838-1906),  militaire, écrivain et membre de plusieurs sociétés savantes, y a vécu et y est mort.
- Pavel Tigrid (1917-2003), conseiller de Vaclav Havel après avoir été son ministre de la culture, a longtemps habité Héricy, rue de l'Abreuvoir, avec sa famille. Il était écrivain et journaliste. Il s'est notamment penché sur la condition ouvrière durant le régime communiste tchécoslovaque.
- Le graphiste Bernard Baissait né en 1948 à Samoreau a habité Héricy-sur-Seine durant son enfance.
- L'historien Max Gallo a habité Héricy-sur-Seine quelques années durant.

### Héraldique
|  | Les armes de la ville se blasonnent ainsi : d'azur aux trois lys de jardin d'or grainés de gueules, la tige de celui de la pointe plus courte, enclavée en emmanchure d'une plaine cousue de même chargée d'une étoile aussi d'or. |